# Ciobalaccia, Cantemir
Ciobalaccia este satul de reședință al comunei cu același nume  din raionul Cantemir, Republica Moldova.
Satul Ciobalaccia este situat pe ambele maluri ale râușorului Larga din Bugeac, între Tartaul și Gotești, la 45 km de orașul Cahul și la 145 km de Chișinău.

La 2 km est de sat este amplasată rezervația naturală silvică Ciobalaccia.

## Demografie

### Structura etnică
Structura etnică a satului Ciobalaccia conform recensământului populației din 2004:
| Grup etnic                                               | Populație | % Procentaj  |
| -------------------------------------------------------- | --------- | ------------ |
| Băștinași declarați Moldoveni Băștinași declarați Români | 947 7     | 93,95% 0,69% |
| Bulgari                                                  | 35        | 3,47%        |
| Ruși                                                     | 10        | 0,99%        |
| Ucraineni                                                | 4         | 0,40%        |
| Țigani                                                   | 1         | 0,10%        |
| Alții                                                    | 4         | 0,40%        |
| Total                                                    | 1008      |              |